# Stelis strandi
Stelis strandi är en biart som beskrevs av Popov 1935. Stelis strandi ingår i släktet pansarbin, och familjen buksamlarbin. Inga underarter finns listade i Catalogue of Life.